# Thomas Stewart (śpiewak)
Thomas James Stewart (ur. 29 sierpnia 1928 w San Saba w stanie Teksas, zm. 24 września 2006 w Rockville w stanie Maryland) – amerykański śpiewak operowy, baryton.

## Życiorys
Ukończył studia matematyczne i dopiero z czasem zdecydował się poświęcić muzyce. Śpiewu uczył się w nowojorskiej Juilliard School u Macka Harrella. Zadebiutował na scenie w 1954 roku w Nowym Jorku w roli La Roche’a w amerykańskiej premierze opery Richarda Straussa Capriccio. Początkowo występował z New York City Opera i Chicago Opera w rolach basowych. W 1957 roku otrzymał stypendium Fulbrighta i wyjechał na dalsze studia do Berlina. W latach 1958–1964 występował w zachodnioberlińskiej Städtische Oper. Śpiewał także w londyńskim Covent Garden Theatre (1960–1978) i na festiwalu w Bayreuth (1960–1975). W 1966 roku rolą Forda w Falstaffie Giuseppe Verdiego debiutował na deskach nowojorskiej Metropolitan Opera. W 1981 roku kreował tytułową rolę w trakcie amerykańskiej premiery opery Lear Ariberta Reimanna w San Francisco.
Kreował role wagnerowskie: Amfortasa w Parsifalu, Donnera w Złocie Renu, Wotana w Walkirii, Gunthera w Zmierzchu bogów, Dalanda w Holendrze tułaczu, Wolframa w Tannhäuserze. Wykonywał ponadto partie Don Giovanniego w Don Giovannim, Escamilla w Carmen, Hrabiego di Luna w Trubadurze, Jagona w Otellu, Posy w Don Carlosie.
Jego żoną była śpiewaczka operowa Evelyn Lear.